# Marnell Corrao Associates
Marnell Corrao Associates es una firma de Arquitectos y con sede en Las Vegas, Nevada.
La compañía se especializa en grandes proyectos, especialmente en la rama de casinos. 

## Historia
El 17 de octubre de 2005 recibieron una aprobación para un nuevo proyecto en Las Vegas Boulevard en Henderson. El proyecto, se llama M Resort, y está localizado en un terreno de 79 acres.

## Proyectos arquitectónicos
- Caesars Atlantic City
- Caesars Palace
- Caesars Tahoe
- The Mirage
- Bellagio
- Forum Shops
- Stardust
- Rio All Suite Hotel and Casino
- Treasure Island
- Avi Resort & Casino
- Borgata
- Wynn Las Vegas
- M Resort